# Dareton
Dareton är en ort i Australien. Den ligger i kommunen Wentworth och delstaten New South Wales, i den sydöstra delen av landet, omkring 850 kilometer väster om delstatshuvudstaden Sydney.
Närmaste större samhälle är Mildura, omkring 15 kilometer sydost om Dareton. 
Omgivningarna runt Dareton är i huvudsak ett öppet busklandskap. Runt Dareton är det ganska tätbefolkat, med 67 invånare per kvadratkilometer. Genomsnittlig årsnederbörd är 322 millimeter. Den regnigaste månaden är februari, med i genomsnitt 66 mm nederbörd, och den torraste är oktober, med 9 mm nederbörd.